# Guptariget
Guptariget (hindi: गुप्त राजवंश) er en tidligere statsdannelse, der blev styret af medlemmer fra gupta-dynastiet fra perioden fra ca. 280 til 550. På sit højdepunkt (ca. 350-450) omfattede Guptariget det meste af Nordindien, dele af det østlige Pakistan og det som i dag er det vestlige Indien og Bangladesh. Hovedstaden i Guptariget var Pataliputra, det nuværende Patna i den indiske stat Bihar.
Guptarigets hovedstad var Pataliputra (nutidens Patna), hvor der var kontrol over forvaltningerne i rigets provinser med fastlønnede embedsmænd, ligesom der blev opkrævet skatter fra vasalkonger.
Guptarigets fremgang under guptaernes lederskab skabte grundlag for i kunst og videnskab, og tiden under Guptariget beskrives af historikere. som Indiens guldalder indenfor videnskab, teknologi, matematik, astronomi, religion og filsosofi. Historikere placerer Gupta-dynastiet sammen med Han-dynastiet, Tang-dynastiet og Romerriget som eksempel på en klassisk civilisation.
Hinduismen var hovedreligionen i Guptariget og sanskrit det officielle sprog.

## Guptarigets grundlæggelse
I modsætning til efterfølgeren, Chandragupta I, der blev kaldt "Maharajadhiraja", blev Sri Gupta og hans søn, Ghatotkacha, kaldt "Maharaja". I begyndelsen af det 4. århundrede skabte og regerede guptaerne nogle få, mindre hindukongeriger i Magadha og omkring nutidens Bihar.
Det er uklart, hvornår Guptariget blev grundlagt. Den mest sandsynlige dato for etableringen knytter sig til Sri-Gupta, der regerede ca. 240-280. Hans efterfølger Ghatotkacha herskede sandsynligvis fra ca. 280-319. I inskriptioner benævnes de begge som "Maharaja".
Op gennem 300- og 400-tallet ekspanderede Guptaene riget og indlemmede en række mindre kongedømmer i Magadha og i området omkring nutidens Uttar Pradesh.

## Guptarigets nedgang og fald
Guptariget blev i slutningen af 400-tallet truet af invaderende heftalitter eller "hvidehunerne", kendt i Indien som Huna, fra nordvest. Hvidehunnerne blev slået tilbage omkring 477, men krigene tærede på rigets ressourcer og bidrog til dets nedgang.
I 480'erne gennembrød den heftalittiske konge Toramana guptaenes forsvar i nordvest, og meget af Guptariget blev overtaget af heftalitterne inden år 500. Imperiet faldt fra hinanden under angreb fra Toramana og hans efterfølger Mihirakula. Heftalitterne erobrede flere provinser i Guptariget, herunder Malwa og Gujarat, mens Thanesar brød ud under lokale dynastier. Inskriptioner tyder på, at guptaene fortsatte med at kæmpe mod heftalitterne, selv om Guptaernes magt var meget mindre, lykkedes det med alliancer med de uafhængige kongedømmer at drive heftalitterne tilbage fra det meste af det nordlige Indien i løbet af 530'erne.

## Arven efter Guptariget
Lærde fra denne perioden inkluderer Aryabhatta, som tilskrives "opfindelsen" af konceptet nul, samt formulerede teorien om, at jorden bevæger sig rundt om solen, og Kalidasa, der var en stor skuespilforfatter og skrev stykker som Shakuntala, som skal have inspireret Johann Wolfgang von Goethe, og markerede højdepunktet i sanskritlitteraturen.
Titalssystemet, der ofte fejlagtigt tilskrives araberne, blev oprindeligt udviklet af matematikere i Guptariget.
Indenfor medicin og lægevidenskab var guptaene kendt for etablering af et gratis sygehusvæsen. Selv om fremgang indenfor fysiologi og biologi blev hindret af religiøse indvendinger mod kontakt med døde legemer, der forhindrede dissekering og anatomi, var indiske læger dygtige i brug af medicin, kejsersnit, benbrud og hudtransplantation. Indiske medicinske fremskridt blev hurtigt adopteret i de arabiske og vestlige verdendele.

## Herskere over Guptariget
- Sri Gupta (ca. 240-280)
- Ghatokacha (ca. 280-319)
- Chandragupta I (319-335)
- Nishamusgupta
- Samudragupta (335 - 380)
- Ramagupta
- Chandragupta II (380 -413)
- Kumaragupta I (413 - 455)
- Skandagupta
- Purugupta
- Kumaragupta II
- Budhagupta
- Narasimhagupta
- Kumaragupta III
- Vishnugupta
- Vainyagupta
- Bhanugupta
- Shashankgupta

## Eksterne links
- Artikel fra Frontline om Guptarigets kunst